# In campagna è caduta una stella
In campagna è caduta una stella è un film del 1939 diretto da Eduardo De Filippo.
È il film che segna l'esordio nella regia cinematografica di Eduardo De Filippo. La pellicola è tratta da A Coperchia è caduta una stella, una commedia del 1932 di Peppino De Filippo.

## Trama
Margaret, un'attrice statunitense, giunge in Italia, promessa sposa di un nobile, conosciuto soltanto tramite le sue fotografie. L'incontro con l'aristocratico, però, delude le aspettative della giovane, la quale decide di abbandonare il progetto matrimoniale. Ben presto, però, ella diviene oggetto delle attenzioni di due contadini locali, Pasquale e Luigino, che si contendono il suo amore. Le tensioni tra i due, che coinvolgono anche la fidanzata di Luigino, Rosina, avranno fine solo quando la ragazza tornerà negli Stati Uniti.